# Aroz
Aroz település Franciaországban, Haute-Saône megyében. Lakosainak száma 143 fő (2022. január 1.). Aroz Chemilly, Boursières, Bucey-lès-Traves, Clans, Pontcey, Raze és Traves községekkel határos.

## Népesség
A település népességének változása:
| Lakosok száma | 161  | 157  | 155  | 148  | 145  | 143  | 142  | 143  | 143  |
|               | 2013 | 2015 | 2016 | 2017 | 2018 | 2019 | 2020 | 2021 | 2022 |